# Алис Вајдел
Алис Елизабет Вајдел (Гитерсло, 6. фебруар 1979) немачка је политичарка. Од јуна 2022. вођа је Алтернативе за Немачку уз Тина Крупалу. Сматра се делом умереније струје у оквиру Алтернативе за Немачку.

## Биографија
Рођена је у Гитерслу, а одрасла је у Ферсмолду. Студирала је економију и пословну администрацију на Универзитету у Бајројту и дипломирала као један од најбољих студената 2004. Њену докторску дисертацију је подржала Фондација Конрад Аденауер.
По завршетку студија, радила је за Goldman Sachs. Крајем 2000-их радила је за Банку Кине и шест година живела у Кини, где је научила мандарински језик.

## Лични живот
Изјашњава се као лезбијка. У вези је са Саром Босар из Ајнзиделна, а пореклом из Шри Ланке. Налази се у грађанској заједници са својом партнерком. Усвојиле су двоје деце.
Изјавила је да се противи истополним браковима, у жељи да се сачува „традиционална породица”.